# بيرت توبر
بيرت توبر (بالإنجليزية: Burt Topper)‏ هو منتج أفلام وكاتب سيناريومخرج وممثل أمريكي، ولد في 31 يوليو 1928 بلوس أنجلوس في الولايات المتحدة، وتوفي في 3 أبريل 2007 بنيويورك في الولايات المتحدة بسبب قصور القلب.

## أعمال

### أفلام
- (1958) فرقة الجحيم

## وصلات خارجية
- بيرت توبر على موقع IMDb (الإنجليزية)
- بيرت توبر على موقع ألو سيني (الفرنسية)
- بيرت توبر على موقع أول موفي (الإنجليزية)
- بيرت توبر على موقع قاعدة بيانات الأفلام السويدية (السويدية)
- بيرت توبر على موقع قاعدة بيانات الفيلم (الإنجليزية)
- بيرت توبر على موقع كينوبويسك (الروسية)